# Kogaionidae
Die Kogaionidae sind eine Gruppe der ausgestorbenen Multituberculata im Rang einer Familie. Fossilfunde sind ausschließlich aus der Oberkreide und dem Paläozän Europas bekannt.

## Forschungsgeschichte und Etymologie
Erste Fossilbelege, die sich heute den Kogaionidae zuordnen lassen, wurden bereits 1979 von Monique Vianey-Liaud aus dem Danium der Hainin-Formation bei Hensies in der belgischen Provinz Hennegau als Hainina belgica und Hainina godfriauxi beschrieben. Die beiden Arten der neuen Gattung Hainina konnten zwar korrekt als Vertreter der Multituberculata identifiziert werden, eine genauere Zuordnung innerhalb dieser Ordnung schien jedoch, aufgrund des sehr bruchstückhaften Belegmaterials aus isolierten Einzelzähnen, zunächst nicht möglich. Später wurde die Gattung Hainina provisorisch entweder den Cimolomyidae oder den Ptilodontoidea zugeordnet. Allerdings erwies sich keine der beiden Interpretationen als zielführend.
Ähnliche Probleme ergaben sich im Rahmen der Erstbeschreibung von Barbatodon transylvanicus aus dem Maastrichtium der Pui-Schichten bei Pui im Hațeg-Becken Rumäniens. Das Taxon wurde auf Basis eines einzelnen, isolierten Molars 1986 von Costin Rǎdulescu und Petre-Mihai Samson zunächst als Barbatodon transylvanicum beschrieben, in eine eigene Gattung Barbatodon gestellt und mit der aus Asien bekannten Überfamilie der Djadochtatherioidea verglichen. Der Zahn wurde dabei als erster oberer Molar (M1) interpretiert. Nur ein Jahr später deuteten Dan Grigorescu und Gerhard Hahn denselben fossilen Zahn als ersten unteren Molaren (m1) und beschrieben den Fund unter der Bezeichnung Paracimexomys? dacicus als möglichen Vertreter einer Gruppe der Multituberculata, die sonst nur aus der Oberkreide Nordamerikas bekannt war.

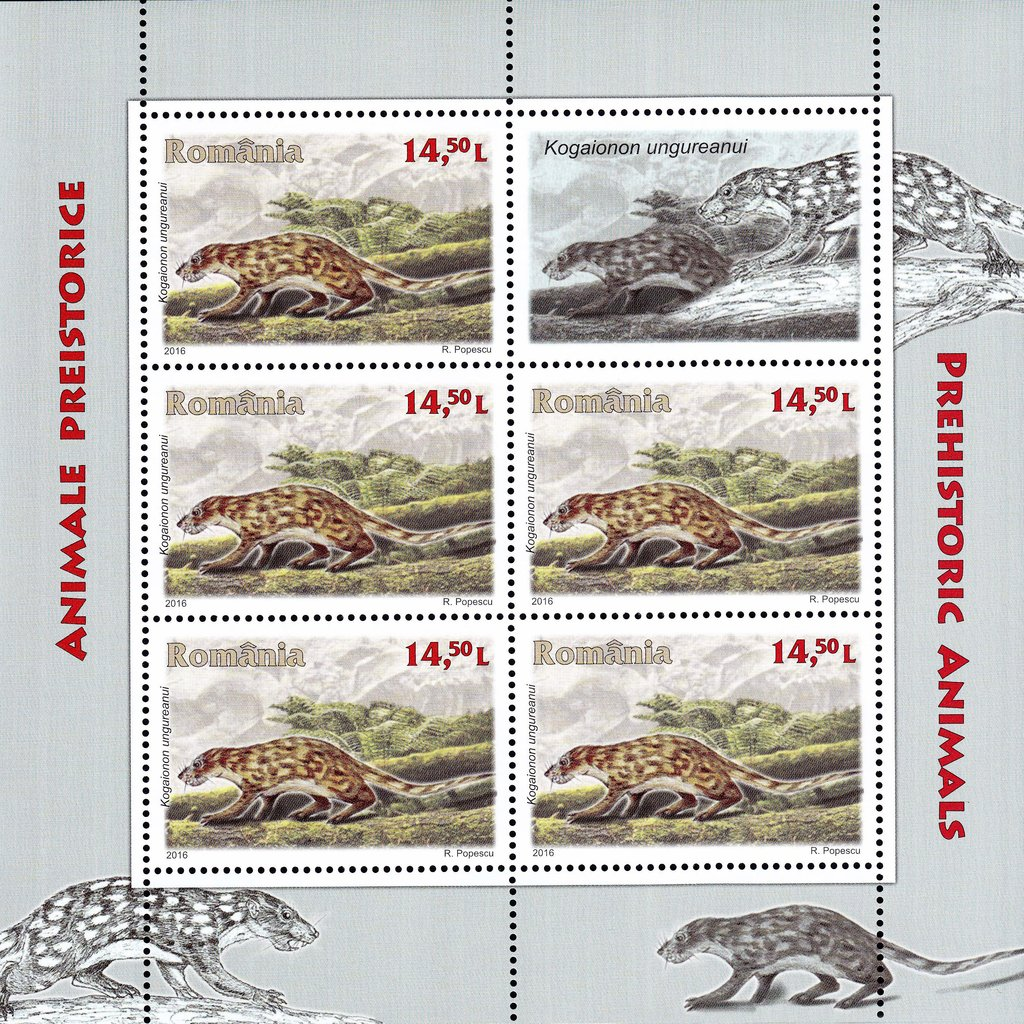
Lebendrekonstruktion von Kogaionon ungureanui auf einer rumänischen Briefmarke aus dem Jahr 2016.

Das Problem der unklaren systematischen Einordnung dieser Funde konnte erst gelöst werden, nachdem 1996 durch Rǎdulescu und Samson mit Kogaionon eine weitere neue Gattung aus dem Maastrichtium der Sînpetru-Formation beschrieben worden war. Der Holotypus (ISER SPT/001) der Typusart Kogaionon ungureanui umfasste einen nahezu vollständigen Schädel und erlaubte im Rahmen seiner Erstbeschreibung die Etablierung einer neuen, nach ihrer Typusgattung benannten, Familie (Kogaionidae) innerhalb der Multituberculata.
Im Jahr 2000 beschrieben Pablo Peláez-Campomanes und Koautoren zwei neue Arten der Gattung Hainina aus dem frühesten Danium von Spanien (Hainina pyrenaica) und dem Thanetium von Frankreich (Hainina vianeyae; ursprünglich identifiziert als Hainina godfriauxi). Gleichzeitig stellten sie die, nunmehr aus vier Arten bestehende, Gattung in die Familie der Kogaionidae.
Ein im Juli 2002 im Maastrichtium der Pui-Schichten entdecktes, disartikuliertes (nicht mehr im anatomischen Zusammenhang stehendes) Teilskelett von Barbatodon transylvanicus ermöglichte schließlich auch eine Neubewertung dieser Art. Zum einen konnte der Holotypus von Barbatodon transylvanicus nunmehr eindeutig als erster unterer Molar (m1) identifiziert werden, zum anderen bot ein, mit dem Teilskelett assoziierter, erster oberer Molar (M1) erstmals die Gelegenheit zu einem zielführenden, direkten Vergleich mit Kogaionon ungureanui und den Kogaionidae im Allgemeinen. Auf Basis dieser neuen Erkenntnisse wurde die Gattung Barbatodon 2005 ebenfalls in die Gruppe der Kogaionidae gestellt. Mit der Erstbeschreibung von Barbatodon oardaensis aus dem Maastrichtium der Şard-Formation bei Oarda de Jos im Südwesten des Transsilvanischen Beckens wurde die Gattung, und damit auch die Familie der Kogaionidae, 2014 um eine weitere Art ergänzt.
Ebenfalls aus dem Maastrichtium der Pui-Schichten wurde 2018 Litovoi, mit der Typusart Litovoi tholocephalos, als vierte Gattung der Familie beschrieben. Mit der Erstbeschreibung von Kogaionon radulescui wurde die Gruppe 2021 erneut um eine weitere Art ergänzt. Allerdings wurde Litovoi tholocephalos in dieser Arbeit auch als Juniorsynonym von Barbatodon transylvanicus gewertet.

## Merkmale
Die Kogaionidae sind kleine bis mittelgroße Vertreter der Multituberculata. Innerhalb der Familie werden „kleine“ (etwa Barbatodon oardaensis), „mittelgroße“ (z. B. Kogaionon radulescui) und „große“ Formen (Barbatodon transylvanicus, Kogaionon ungureanui, Litovoi tholocephalos) unterschieden. Für „große“ Arten wird eine Körpermasse von weniger als 0,2 kg geschätzt (178 g für Barbatodon transylvanicus; 166,1 g für Litovoi tholocephalos). Je nach verwendeter Berechnungsmethode können solche Werte aber auch für ein und dasselbe Exemplar stark voneinander abweichen. So werden etwa für den Holotypus von Litovoi tholocephalos Abschätzungen zwischen 86,3 g und 457,1 g angegeben. „Kleine“ Formen, wie etwa Hainina belgica (20 g) blieben dagegen vermutlich deutlich unter 100 g.
Kogaionidae unterscheiden sich von anderen Vertretern der Multituberculata durch einige Eigenheiten der Schädelmorphologie und der Bezahnung. Der Schädel weist eine schmale und verhältnismäßig lange Schnauze auf, an der, etwa im Bereich der oberen Prämolare P3 und P4, transversal weit abstehende Jochbögen anschließen. Die Praemaxillae sind relativ groß und kräftig gebaut.

### Bezahnung

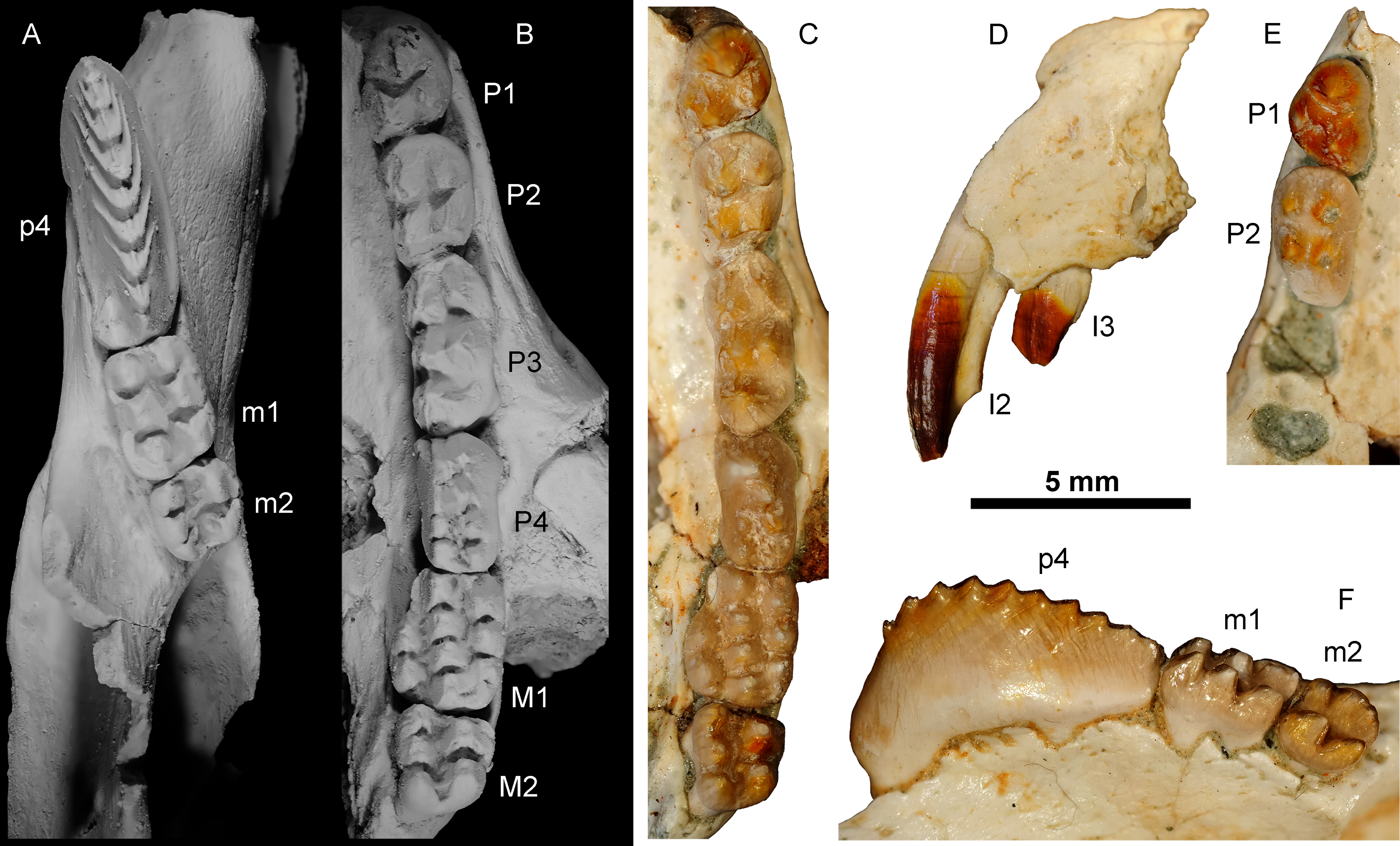
Detailaufnahmen der Bezahnung von Barbatodon transylvanicus im Unterkiefer (A, F) und Oberkiefer (B–E)

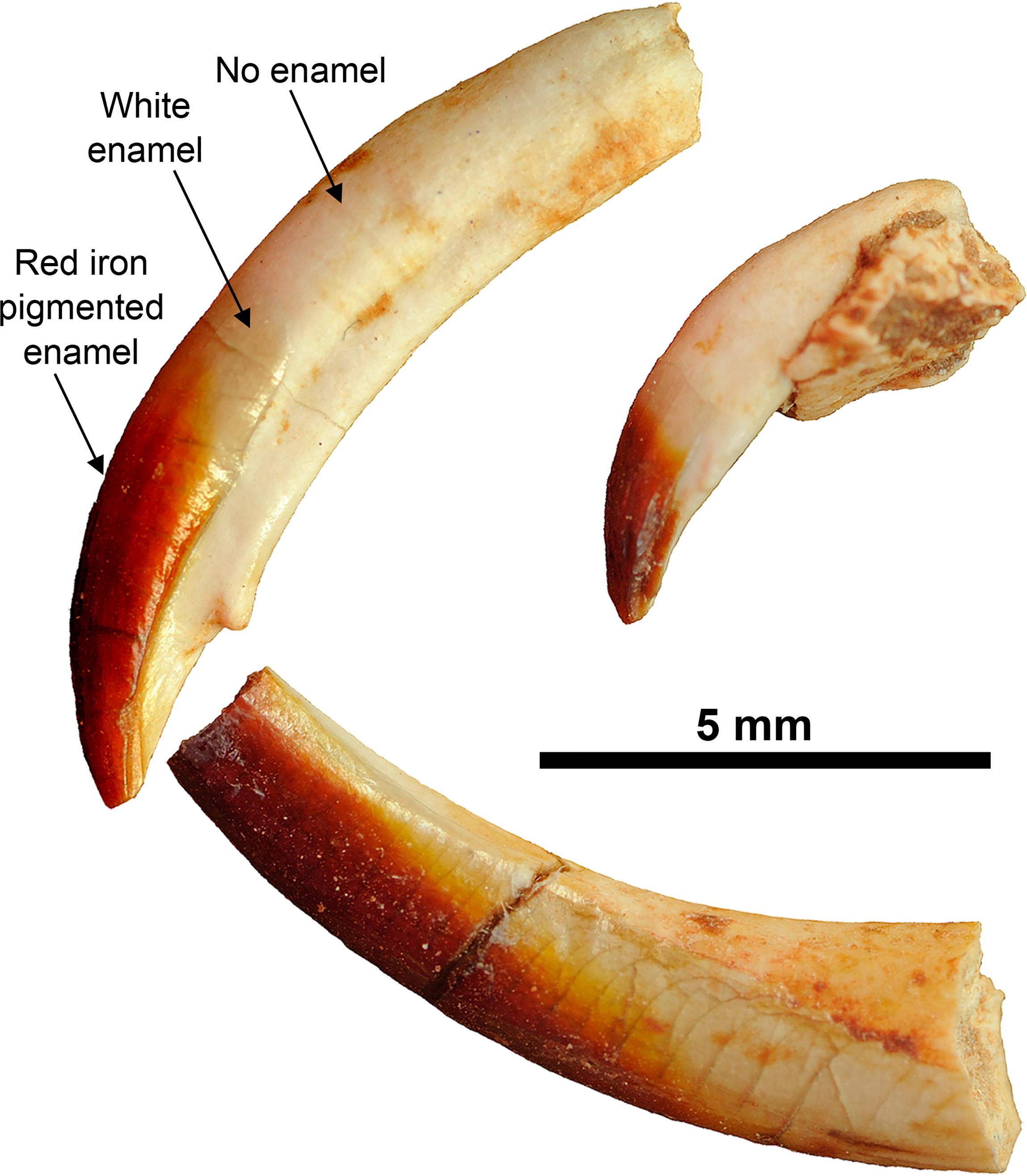
Isolierte Schneidezähne von Barbatodon transylvanicus (Im Uhrzeigersinn beginnend von links oben: I2, I3 und i1-Fragment)

Die wesentlichen diagnostischen Merkmale der Familie finden sich in der Bezahnung. Die Zahnformel ist mit
2.0.4.21.0.1.2 × 2 = 24 oder 2.0.4.21.0.2.2 × 2 = 26
bereits deutlich reduziert. Im Oberkiefer sind nur noch zwei Paare von Schneidezähnen (I2 und I3) vorhanden. Schneidezähne auf der Position I1 fehlen ebenso wie Eckzähne (C). Vier Prämolaren (P1–P4) folgen zwei Molare (M1 und M2). Im Unterkiefer ist nur noch ein Schneidezahnpaar (i1) vorhanden. Auch hier fehlen die Eckzähne (c). Die unteren Prämolaren p1 und p2 fehlen bei allen Vertretern der Kogaionidae. Bei einigen der vollständiger bekannten Arten, wie etwa Barbatodon transylvanicus oder Kogaionon radulescui ist nachgewiesen, dass auch ein dritter unterer Prämolar (p3) fehlte. Bei anderen Formen, wie etwa Hainina belgica besteht die Möglichkeit, dass zumindest ein stark reduzierter, nicht mehr funktionaler p3 vorhanden war. Ein direkter Fossilbeleg dafür ist bislang jedoch noch nicht bekannt. Der vierte untere Prämolar (p4) ist stark vergrößert, bogenförmig aufgewölbt und mit einer sägezahnartigen Reihe von Höckern versehen. Daran anschließend sind noch zwei untere Molare (m1 und m2) vorhanden.
Die Reihe der oberen Prämolare (P1–P4) ist länger als die der oberen Molare (M1–M2); oft bis zu doppelt so lang. Die von oberen Prämolaren und Molaren gebildete Kaufläche ist nicht eben, sondern, in labialer Ansicht sinusförmig mit zwei in dorsaler Richtung konvexen Bereichen zwischen P1 und P3/P4 und zwischen P3/P4 und M2. P3 ist der längste der Prämolaren und meist deutlich länger oder zumindest ähnlich lang wie P4. Die Kaufläche des ersten oberen Molaren (M1) ist kurz und breit. Die Höcker der Kaufläche sind beim M1 in drei Längsreihen angeordnet, wobei die mittlere Reihe aus nur vier Höckern besteht. Die lingual (zungenseitig) liegende Höckerreihe ist deutlich ausgeprägt und nimmt mindestens 50 % der mesiodistalen Kronenlänge ein.
Unter anderem auch wegen ihrer charakteristischen, zu meißelförmigen Nagezähnen umgebildeten Schneidezähne werden die Multituberculata zuweilen auch als „Nagetiere des Mesozoikum“ bezeichnet, obwohl sie mit den Nagetieren (Rodentia) nicht näher verwandt sind. Zumindest bei den kreidezeitlichen Vertretern der Kogaionidae ist der Zahnschmelz der Schneidezahnkronen I2 und i1 nicht gleichmäßig verteilt, sondern lingual deutlich reduziert.
Bei mindestens zwei Arten der Kogaionidae (Barbatodon transylvanicus und Litovoi tholocephalos) ist der Zahnschmelz bereichsweise durch Einlagerungen von Eisenoxiden rötlich gefärbt. Während dies bei Litovoi tholocephalos nur die oberen Schneidezähne betrifft, zeigen sich die Pigmente bei Barbatodon transylvanicus auch an den unteren Schneidezähnen sowie teilweise an den Spitzen der oberen und unteren Prämolaren und Molaren. Rezent sind solche verfärbenden Einlagerungen im Zahnschmelz von einigen Nagetieren und einigen Insektenfressern aus den Unterfamilien der Rotzahnspitzmäuse (Soricinae) und der Unterfamilie der Myosoricinae bekannt. Die Vertreter der Kogaionidae sind nicht der erste, jedoch der bislang älteste Fossilnachweis von Eisenoxid-Einlagerungen im Zahnschmelz von Säugetieren.

## Zeitliche und geographische Verbreitung

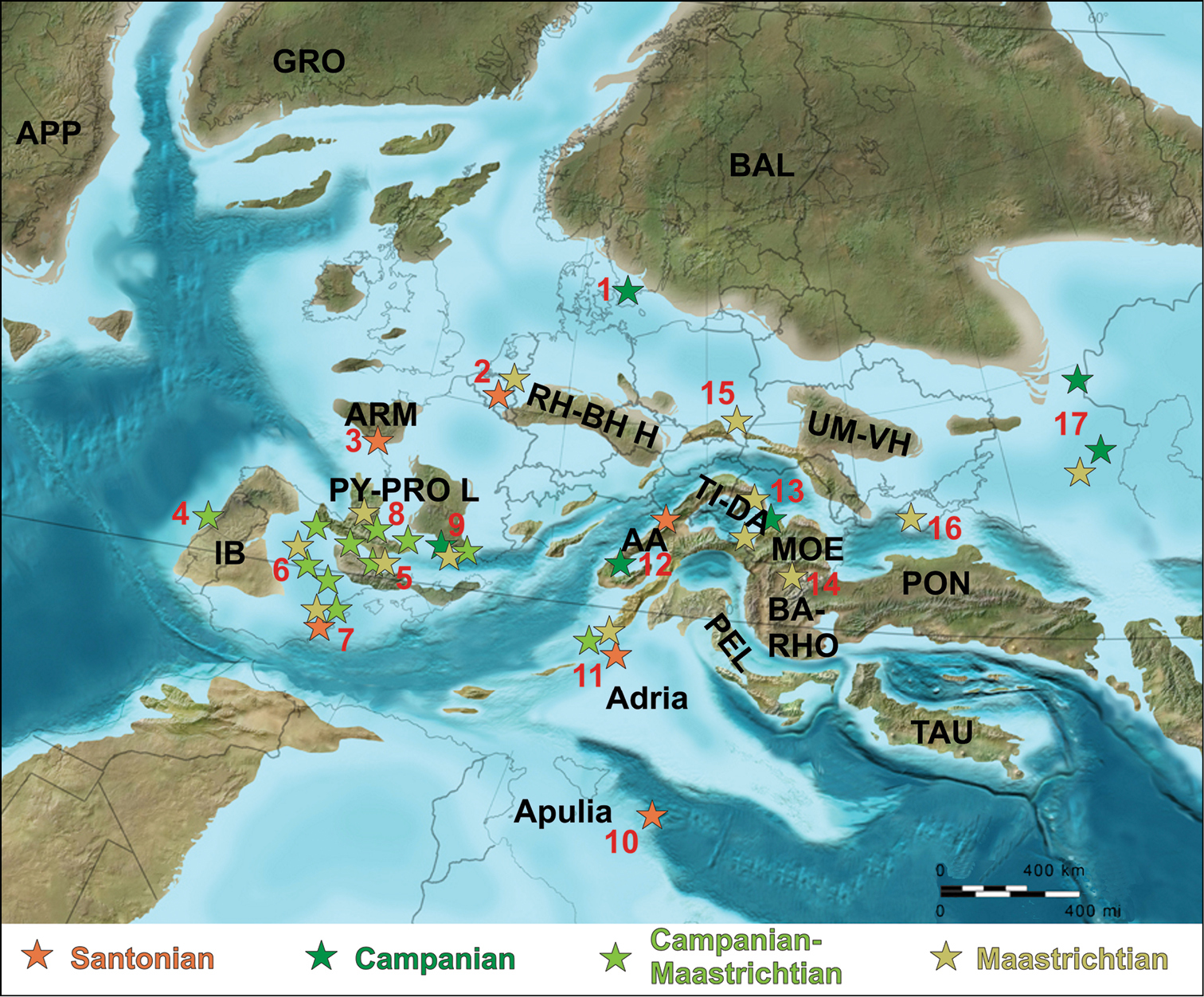
Paläogeographische Karte Europas für den Zeitraum Santonium–Maastrichtium, der gelbgrüne Stern bei der Nummer 13 markieren in etwa die kreidezeitlichen Nachweise der Kogaionidae

Die ältesten Nachweise der Kogaionidae stammen aus dem obersten Campanium oder dem Übergangsbereich vom Campanium zum Maastrichtium der Sebeș-Formation im Südwesten des Transsilvanischen Beckens. Das entspricht einem Absolutalter von etwa 72–73 Ma. Während des gesamten Maastrichtiums (72–66 Ma) beschränken sich die Funde auf die terrestrischen Sedimente des Transsilvanischen Beckens, des Hațeg-Beckens und des Rusca-Montană-Beckens. Diese Sedimente sind Ablagerungen auf einer, damals weitgehend isolierten, Landmasse („Hațeg-Insel“) des „Europäischen Kreide-Archipels“.
Obwohl sich die Multituberculata in Europa bereits ab dem Mitteljura nachweisen lassen und in der Unterkreide ihre höchste Diversität auf diesem Kontinent erreicht hatten, scheinen sie in der Oberkreide Europas, mit Ausnahme der Kogaionidae auf der „Hațeg-Insel“, vollständig zu fehlen. Erst ab dem frühesten Paläozän lassen sich die Kogaionidae mit der Gattung Hainina auch in anderen Regionen Europas nachweisen. Die Kogaionidae werden dementsprechend als ursprüngliche Endemiten der „Hațeg-Insel“ interpretiert, die sich erst später über weitere Gebiete des heutigen Europas ausbreiteten. Sie sind damit aber auch eine der wenigen Säugetier-Familien, die das Massensterben an der Kreide-Paläogen-Grenze überlebten.
Im Danium, vor etwa 66–61,6 Ma, stellen die Kogaionidae in Europa die dominierende Familie der Multituberculata. Ab dem Seelandium (61,6–59,2 Ma) werden sie jedoch zunehmend von anderen, aus Nordamerika einwandernden, Säugetiergruppen, wie etwa den verwandten Neoplagiaulacidae, verdrängt. Im Thanetium (59,2–56 Ma), der obersten chronostratigraphischen Stufe des Paläozäns, treten sie nur noch untergeordnet in Erscheinung und mit der Wende vom Paläozän zum Eozän erlischt der Fossilnachweis vollständig.

## Äußere Systematik
Die allgemeine Form des Schädels und die reduzierte Zahnformel weisen die Kogaionidae eindeutig als Vertreter der Cimolodonta, einer etwas höher entwickelten Gruppe der Multituberculata, aus. Ihre genaue systematische Stellung innerhalb der Cimolodonta wird hingegen kontrovers diskutiert.
Das nebenstehende, auf einer 2021 veröffentlichten Analyse basierende, Kladogramm zeigt die Kogaionidae als eigenständige, basale Gruppe der Cimolodonta. In einigen älteren phylogenetischen Analysen wurden sie dagegen entweder in einer Polytomie mit den Taeniolabidoidea, Microcosmodontidae, Djadochtatherioidea und Eucosmodontidae verortet oder in eine gemeinsame Klade mit den Taeniolabidoidea gestellt. Vereinzelt ergaben sich sogar Zweifel daran, ob die Kogaionidae tatsächlich eine monophyletische Gruppe bilden oder nicht vielmehr eine paraphyletische Gruppe von zunehmend höher entwickelten Taxa an der Basis der Cimolodonta repräsentieren. Die Schwierigkeiten bei der Einordnung innerhalb der Cimolodonta sind, zumindest teilweise, auf die zahlreichen Autapomorphien der Kogaionidae zurückzuführen.
Die Cimolodonta selbst lassen sich bereits ab dem Aptium–Albium (126,3–100,5 Ma), mit Corriebaatar möglicherweise sogar bereits ab dem Barremium (130,7–126,3 Ma), im Fossilbeleg nachweisen. Der basale Charakter der Kogaionidae weist auf eine frühe Abspaltung der Familie von den anderen Vertretern der Cimolodonta hin und ihr relativ spätes Auftauchen im Fossilbeleg deutet eine „ghost lineage“ in der Größenordnung von mindestens 45–50 Ma an.

## Innere Systematik
Mit Stand 2024 wurden neun Arten in vier verschiedenen Gattungen beschrieben:
- Barbatodon Rǎdulescu & Samson, 1986[5]
  - Barbatodon oardaensis Codrea et al., 2014[9]
  - Barbatodon transylvanicus Rǎdulescu & Samson, 1986 (Typusart)
- Hainina Vianey-Liaud, 1979[8]
  - Hainina belgica Vianey-Liaud, 1979 (Typusart[1])
  - Hainina godfriauxi Vianey-Liaud, 1979
  - Hainina pyrenaica Peláez-Campomanes et al., 2000
  - Hainina vianeyae Peláez-Campomanes et al., 2000
- Kogaionon Rǎdulescu & Samson, 1996[7] (Typusgattung)
  - Kogaionon radulescui Smith et al. 2021[12]
  - Kogaionon ungureanui Rǎdulescu & Samson, 1996 (Typusart)
- Litovoi Csiki-Sava et al., 2018[11]
  - Litovoi tholocephalos Csiki-Sava et al., 2018 (Typusart; wird von einigen Autoren als Juniorsynonym von Barbatodon transylvanicus gewertet[12])

## Palökologie

### Habitate
Die Paläobreite der „Hațeg-Insel“ während der Oberkreide wird auf etwa 27° Nord geschätzt. Sedimentologische Befunde und Verhältniswerte stabiler Isotope weisen auf ein ausgeprägtes Paläorelief mit Höhenunterschieden von mehreren hundert Metern hin. Die fossilführenden Sedimente repräsentieren die Ablagerungen verflochtener und, seltener, mäandrierender Flusssysteme und ihrer Auen. Das vorherrschende Klima kann als subtropisch mit einem jahreszeitlich bedingten Wechsel von semiariden Phasen mit ausgeprägten Regenzeiten charakterisiert werden. Die δ18O-Werte von organischen und anorganischen Carbonaten deuten eine Jahresmitteltemperatur von etwa 17 °C an und die δ13C-Werte aus denselben Quellen weisen auf ein trockenes Waldgebiet mit nur wenigen baumförmigen Angiospermen und Gymnospermen hin. Palynologische Analysen und seltene Makrofossilfunde von Pflanzen belegen eine Vegetationsdecke aus überwiegend Farnen und grasartigen bis strauchförmigen Angiospermen. Bryophyten und Gymnospermen treten dagegen nur untergeordnet in Erscheinung. Die Kogaionidae teilten sich diesen Lebensraum mit einer Reihe von Dinosauriern, wobei zumindest der Sauropode Magyarosaurus dacus und der Ornithopode Telmatosaurus transsylvanicus, möglicherweise auch die beiden Arten der Ornithopoda-Gattung Zalmoxes, Anzeichen einer Inselverzwergung erkennen lassen. Der aus denselben Fundschichten nachgewiesene Flugsaurier Hatzegopteryx thambema zählt dagegen zu einem der größten Vertreter der Azhdarchidae. Ergänzt wird die Wirbeltierfauna der „Hațeg-Insel“ durch diverse Vertreter der Crocodyliformes, Schildkröten, Schuppenkriechtiere und Amphibien. Viele dieser Taxa nehmen, ähnlich wie die Kogaionidae, eine basale Position innerhalb ihrer jeweiligen Kladen ein und weisen ebenfalls eine „ghost lineage“ ähnlicher Größenordnung auf. Die Wirbeltierfauna der „Hațeg-Insel“ wird dementsprechend als Reliktfauna mit einem möglicherweise gemeinsamen Ursprung angesehen.
Der nächstjüngere Fossilbeleg (Hainina pyrenaica) stammt aus dem frühesten Danium der Tremp-Formation im südlichen Vorlandbecken der Pyrenäen. Die Sedimente der Fundstelle Fontllonga-3 werden als Ablagerungen eines Altwassers am oberen Ende eines Ästuars interpretiert. Die Paläobreite während des frühen Daniums wird mit etwa 35° Nord angegeben. Das vorherrschende Klima wird ebenfalls als subtropisch mit jahreszeitlich bedingten Trockenperioden charakterisiert. Die systematische Aufbereitung von fast zehn Tonnen Gesteinsmaterial aus der Fundstelle Fontllonga-3 erbrachte zahlreiche Knochen, Zähne und Schuppen von Fischen (Knochenhechtartige, Welsartige, Knochenzünglerartige und die ausgestorbene Gruppe der Pycnodontiformes). Dazu kommen Fragmente von Schildkrötenpanzern, Krokodilen und Eierschalen von Vögeln. Wirbellose sind mit Schneckengehäusen und den Schalen von Ostrakoden belegt. Säugetierzähne zählen zu den seltensten Funden von Fontllonga-3 und werden überwiegend Hainina pyrenaica zugeordnet. Lediglich ein einzelner Zahn wird als Überrest eines nicht näher identifizierbaren Vertreters der Theria interpretiert. Palynologische Proben von Fontllonga-3 werden von Sporenpflanzen dominiert (48 %). Nachgewiesen sind Hornmoose aus der Familie der Anthocerotaceae, Bärlappgewächse, Moosfarne und Echte Farne unter anderem aus den Familien der Schizaeaceae, der Tüpfelfarngewächse (Polypodiaceae) und der Gleicheniaceae. Pollen Bedecktsamiger Pflanzen stellen die zweitgrößte Gruppe (40 %). Es dominieren Pollen von Zweikeimblättrigen, insbesondere vom Typ „Hamamelidae“. Nachgewiesen sind Walnussgewächse (Juglandaceae), Buchengewächse (Fagaceae), Gagelstrauchgewächse (Myricaceae), Birkengewächse (Betulaceae), Ulmengewächse (Ulmaceae), Heidekrautartige aus der Gruppe Clethraceae-Cyrillaceae, Lindengewächse (Tiliaceae) sowie Pollen der ausgestorbenen Normapolles-Gruppe. Pollen von Einkeimblättrigen lassen sich dagegen nur vereinzelt nachweisen. Nacktsamige Pflanzen sind in den palynologischen Proben von Fontllonga-3 nur untergeordnet vertreten (12 %). Entsprechende Pollen lassen sich meist der Cupressaceae-Taxodiaceae-Gruppe zuordnen. Des Weiteren lassen sich Sagopalmfarne (Cycadaceae) und, sehr vereinzelt, Kieferngewächse (Pinaceae) nachweisen.
Die Sedimente der Hainin-Formation aus dem Oberen Danium Belgiens werden als Ablagerungen eines lakustrinen Systems interpretiert, wobei sich vom Liegenden zum Hangenden zunehmende fluviatile Einflüsse feststellen lassen. Obwohl die fossilführenden Schichten der Formation nur durch Bohrungen und einen 1973/74 von Hand abgeteuften Forschungsschacht erschlossen sind, haben sie Belege für eine reiche Wirbeltierfauna geliefert. Nachgewiesen sind eine Fischart aus der Familie der Knochenzüngler, mehrere Arten von Frosch- und Schwanzlurchen, Süßwasserschildkröten, Skinkartige (Scincoidea), Doppelschleichen (Amphisbaenia), ein Vertreter der Blindschlangenartigen (Scolecophidia) und mehrere Arten von Säugetieren. Die Kogaionidae sind mit zwei Arten (Hainina belgica und Hainina godfriauxi) vertreten. Mit Boffius splendidus ist noch ein dritter Vertreter der Multituberculata nachgewiesen, der allerdings nicht den Kogaionidae zugeordnet werden kann. In Summe stellen die Multituberculata 14 % aller Einzelfunde und 19 % der Mindestanzahl an nachgewiesenen Individuen. Ein Großteil davon lässt sich den Kogaionidae zuordnen. Die Säugetierfauna der Formation wird bereits von den Höheren Säugetieren (Eutheria) dominiert. Die Adapisoriculidae, eine ausgestorbene Gruppe vermutlich baumbewohnender Eutheria, stellen den überwiegenden Anteil aller Säugetierfunde. Zahlreiche weitere Funde lassen sich den Insektenfressern, primitiven Huftieren sowie den ausgestorbenen Gruppen der Cimolesta und der Plesiadapiformes zuordnen. Die Zusammensetzung der Säugetierfauna, mit zahlreichen Baumbewohnern und generell überwiegend kleinwüchsigen Formen, wird als Hinweis auf ein Waldgebiet mit dichtem Unterholz interpretiert.

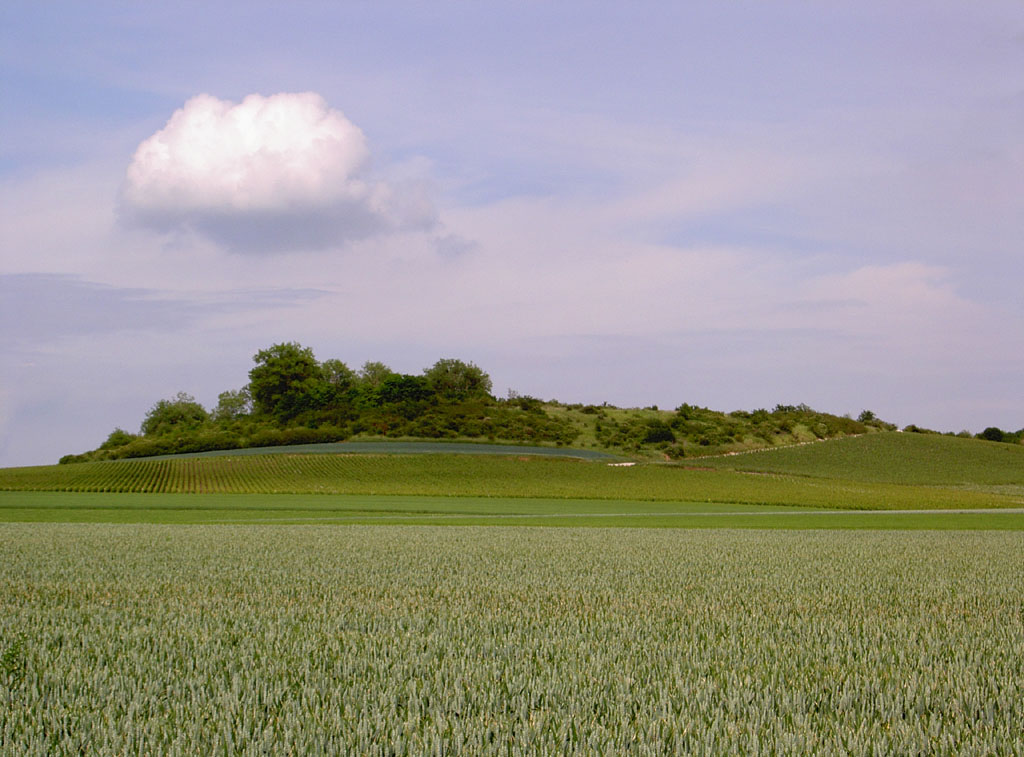
Der Mont de Berru von Westen aus gesehen

Der bislang jüngste Fossilnachweis eines Vertreters der Kogaionidae (Hainina vianeyae, ehemals Hainina godfriauxi) stammt aus dem Thanetium von Cernay („Conglomérat de Cernay“, Mont de Berru) im Pariser Becken. Die fossilführenden Sedimente werden auch hier als Ablagerungen im Bereich eines Ästuars oder eines Deltas interpretiert. Die Fundstellen am Mont de Berru lieferten eine reiche Wirbeltierfauna mit Überresten von Fischen, Amphibien (Frösche und Salamander, wie etwa Palaeoproteus gallicus), Reptilien (Schildkröten, Krokodile und der Choristodere Simoedosaurus) und Vögeln. Die Säugetierfunde von Cernay dienen als Referenzfauna für die paläogene Landsäugetierzone MP 6 (Cernaysium), die, unter anderem, durch das letzte Vorkommen eines Vertreters der Kogaionidae charakterisiert wird. Ähnlich wie im Fall der etwas älteren Hainin-Formation wird auch hier die weitere Umgebung des Ablagerungsraumes als Waldgebiet mit dichtem Unterholz interpretiert, in dem Säugetiere mit einer Körpermasse von >45 kg fehlten.

### Lebensweise
Über die Lebensweise der Kogaionidae ist nur wenig bekannt.
Die Bezahnung, die rotfärbenden Eisenoxid-Einlagerungen im Zahnschmelz, deren Verteilung eher jener von Rotzahnspitzmäusen gleicht als jener von Nagetieren, sowie eine oft starke Abnutzung der Zähne sprechen, zumindest bei Barbatodon transylvanicus für eine Bevorzugung sehr harter Nahrung. Für Vertreter der Gattung Hainina wurde eine insektivore bis frugivore Ernährungsweise vermutet.
Die Kogaionidae waren vermutlich überwiegend Bodenbewohner, wobei eine gewisse Fähigkeit zum Klettern nicht ausgeschlossen werden kann („semiterrestrische“ Lebensweise). Eine zumindest teilweise grabende Lebensweise wurde ebenfalls zur Diskussion gestellt.